# Girlfriends (Fernsehserie)
Girlfriends ist eine US-amerikanische Sitcom, die sich auf das Leben von vier Frauen konzentriert, die in Los Angeles (Kalifornien) leben. Ursprünglich für das US-Fernseh-Network UPN produziert, wurde die Serie nach dessen Fusion mit The WB vom daraus neu gegründeten Network The CW übernommen. Die Serie wird seit September 2000 ausgestrahlt; in den Hauptrollen spielen Tracee Ellis Ross als Rechtsanwältin Joan Clayton, Jill Marie Jones als Immobilienmaklerin Toni Childs, Golden Brooks als Autorin Maya Wilkes und Persia White als Dokumentarfilmerin Lynn Searcy. Nach der achten Staffel wird die Serie in den USA eingestellt. Die letzte Episode wurde am 11. Februar 2008 in den USA ausgestrahlt.

## Übersicht
Die vier Freundinnen Joan (Tracee Ellis Ross), Maya (Golden Brooks), Toni (Jill Marie Jones) und Lynn (Persia White) leben und arbeiten in Los Angeles. Jede von ihnen hat ihren eigenen, ganz speziellen Charakter, doch trotz aller Gegensätze sind die vier Frauen die besten Freundinnen. Gemeinsam schlagen sie sich durch die Hoch und Tiefs des Großstadtlebens. Ihr gemeinsamer Freund William (Reggie Hayes) übernimmt dabei die Rolle des „großen Bruders“, er hat die Schultern, an denen sich die Girls ausheulen können, wenn es sein muss. 2004 wurde die auch in Deutschland ausgestrahlte Serie für einen Emmy nominiert.

## Figuren

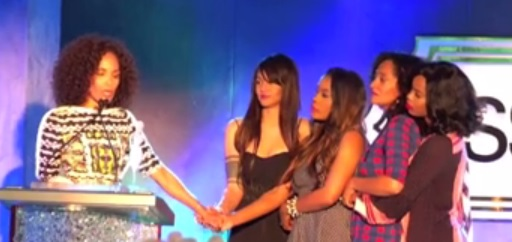
Die Besetzung von Girlfriends 2013 bei der Ehrung von Mara Brock Akil mit dem Essence ‘Visionary’ Award. Von links nach rechts: Mara Brock Akil, Persia White, Golden Brooks, Tracee Ellis Ross, Jill Marie Jones.

Joan Carol Clayton (gespielt von Tracee Ellis Ross) war eine Juniorpartnerin bei Goldberg, Swedelson, McDonald’s und Lee, eine renommierte Los Angeles Anwaltskanzlei. Joan, 29 Jahre alt bei Serienpremiere, sucht ständig einen Ehemann. Joans Eltern ließen sich scheiden, als sie neun Jahre alt war, und sie zog nach Fresno ungefähr zur gleichen Zeit, in der sie Toni Childs traf. Die beiden wurden beste Freunde. Joan ist die inoffizielle „Höhlenmutter“ der Gruppe, die oft auf die Bedürfnisse ihrer Freundinnen achtet, während sie ihre eigenen vergisst. Sie erwarb ihren Abschluss an der UCLA und kämpft häufig um die Anerkennung und den Respekt ihrer Kollegen. Sie ist die einzige schwarze Rechtsanwältin in ihrer Anwaltskanzlei. Joan hatte eine Kette von schlechten Freundschaften: sie traf Marcus (2000), den sexsüchtigen Sean (2001), den superjungen DJ Chris (2002), den Schauspieler Ellis (2002–2003) und Menschtalentagent Brock (2003). Im Frühjahr 2004 verwirklichte sie ihre Gefühle für William Dent, ihren ehemaligen Kollegen aus der Kanzlei. Diese gegenseitige Anziehung hielt von der Staffel fünf 2004–2005 bis einschließlich Staffel sechs 2005–2006, aber früh nachdem sie ein Paar waren, brach die Freundschaft wieder ab. 2004 kündigte sie ihren Job in der Kanzlei und eröffnete ihr eigenes Restaurant J-Spot. 2006 florierte das Geschäft, nachdem es fast geschlossen wurde.
Antoinette Marie „Toni“ Childs (gespielt von Jill Marie Jones) ist Joans beste Freundin und war ihre Zimmergenossin an der UCLA. Toni wuchs in einer armen Familie, mit einer Alkoholikerin als Mutter, in Fresno auf. Sie hat mehrere Geschwister (drei Schwestern und drei Brüder). Sie traf Joan in der Grundschule und sie wurden beste Freunde. 2002 verkaufte sie für 4 Millionen US-Dollar ein Haus an Beyoncé und benutzte das Geld um ihre eigene Agentur zu eröffnen, Toni Childs Realty (Toni Childs Grundstücke). Toni ist viel eitler als ihre Freundinnen und bezeichnet sich selbst als die „Süße“ der Gruppe. Im Frühling 2001 traf Toni zwei Männer zur gleichen Zeit; letzten Endes fanden es beide heraus und ließen sie fallen. 2002 bemerken die Frauen, dass Toni seit ihrer Kindheit bezüglich ihres Alters gelogen hat; sie wurde in der Schule gehalten und musste die zweite Stufe wiederholen. Tonis nächste ernsthafte Beziehung begann im Herbst 2002, als sie Schönheitschirurg Dr. Todd Garrett trifft. Die beiden verliebten sich und heirateten im Frühling 2003. Im folgenden Jahr trennten sie sich und Todd ging nach New York um einer Reality Show ein neues Aussehen zu verpassen. Bald darauf entdeckt Toni, dass sie mit Todds Kind schwanger ist und entbindet Morgan, so der Name des Kindes, 2005 im Staffelfinale. Kurz nach der Geburt bemerkt Toni, dass sie nicht länger mit Todd verheiratet sein will und bittet ihn um die Scheidung.
Maya Denise Wilkes (gespielt von Golden Brooks) war Joans Assistentin in der Anwaltskanzlei. Als die Sitcom begann, war sie 24 Jahre alt. Sie war verheiratet mit dem Flughafengepäckträger Darnell und hat einen Sohn namens Jabari. Während der ersten Staffel kämpfte Maya überwiegend mit einem faserartigen Tumor in ihrer Gebärmutter, der schließlich operativ entfernt wurde. Im frühen 2002 traf sie einen Mann namens Stan und begann eine Affäre mit ihm. Am Ende der Staffel 2001–2002 erfuhr Darnell von ihrer Affäre und sie trennten sich. Letzten Endes ließen sie sich in der nächsten Staffel scheiden. Maya fing an als Williams Assistentin zu arbeiten, um mehr Geld zu verdienen. Im Herbst 2003 ging Maya wieder zur Schule und nahm Lynn als Mieterin, um die Kosten bezahlen zu können. Eine Zeit lang traf sie sich mit Jalen, ihrem Nachbarn. Im März 2004 entschied sich Maya dafür, ein Buch mit dem Titel Oh Hell Yes zu schreiben, das die Aufmerksamkeit eines New Yorker Verlags erregte. Während der meisten Zeit der Staffel 2004–2005 bemerkten Maya und Darnell, dass sie immer noch Gefühle füreinander haben, und flohen zum Staffelfinale 2005 nach Las Vegas, um dort zu heiraten.
Lynn Ann Searcy (gespielt von Persia White) war Joans und Tonis Zimmergenossin an der UCLA und lebte mit Joan acht Jahre zusammen, bevor die Sitcom startete. Lynn hat nicht weniger als fünf Aufbaustudienabschlüsse. Lynn, die einen schwarzen Vater und eine weiße Mutter hat, wurde von einer weißen Familie in Seattle adoptiert und nahm ihre schwarze Seite bis zum College nicht wahr. Lynns offensichtlichster Charakterzug ist ihr starkes Bedürfnis nach Sex, welches ihr immer wieder Probleme einbringt und womit sie ihre Freundinnen zeitweise sehr nervt. Am Ende der Staffel 2000–2001 verliebte sich Lynn in einen jamaikanischen Mann namens Vosco und die zwei zogen zusammen in die Garage von Mayas Mutter. Lynns anderes Hauptverhältnis war im Januar 2003, als sie den enthaltsam lebenden Dichter Sivad traf. Sie trafen sich bis September 2003. Im November 2002 traf Lynn endlich ihre leibliche Mutter Sandy. Sandy erweckte Lynns Interesse im Filmemachen und sie begannen zusammen ein Projekt, aber Sandy verschwand plötzlich. Im Mai 2003 reist Lynn nach Virginia, um die Hilfe ihrer Mutter für eine Dokumentation über AIDS anzunehmen und findet heraus, dass Sandy bipolar ist. In der Staffelpremiere 2004–2005 trifft Lynn ihren leiblichen Vater und freundet sich mit ihrem Halbbruder an. Außerdem wird sie während dieser Staffel Leadsängerin in einer Band.
William Jerome Dent (gespielt von Reggie Hayes) ist einer von Joans männlichen Freunden, mit dem sie eine Zeit lang auch liiert war. Er ist der Hahn im Korb der Girlfriends. Er ist Seniorpartner von Goldberg, Swedelson, McDonald’s und Lee. William war verheiratet, als er Yvonne, eine Polizeioffizierin, traf. Außerdem wird er als „Muttersöhnchen“ bezeichnet. Weil er denkt, dass Joan geheiratet hat, heiratet er aus Neid Lynn. Er ist ein Finanzpartner in Joans Restaurant J-Spot.
Monica Charles Brooks (gespielt von Keesha Sharp) ist die Verlobte von William Dent. Seine Freundinnen sind ihr gegenüber zuerst feindselig eingestellt, später wird Monica zunehmend akzeptiert.

## Sonstiges
Girlfriends teilt sich ein Serienuniversum mit Moesha. In Folge 15 (Alter Hund) tritt Shar Jackson in ihrer dort beheimateten Rolle der Niecy Jackson auf. Daneben gehört das Girlfriends-Spin-off The Game dazu. In Folge 133 (Das Spiel), die als Backdoor-Pilot fungiert, werden die Charaktere dieser Serie eingeführt.

## Ausstrahlung
USA
- UPN, seit September 2000 bis zur Einstellung des Senders im September 2006

wöchentlich ausgestrahlt jeweils von September bis Mai, ungefähr 22 neue Folgen pro Staffel
- The CW, ab September 2006

voraussichtliche Übernahme nach Einstellung von UPN
Deutschland
- NICK Comedy, von September 2005 bis zur Einstellung des Senders im Juni 2006.
- Comedy Central, von Januar 2007 bis Januar 2008 und 14. April 2008 bis 13. Januar 2009.